# Bo le lavabo
Singles de Lagaf'
La Zoubida
(1991)
Bo le lavabo, ou Bo le lavabo (WC Kiss) dans son titre complet, est une chanson écrite et interprétée par Vincent Lagaf' en 1989 et sortie en 1990. Réalisée à partir d'un sample intégral de French Kiss de Lil' Louis, elle totalise 440 000 ventes. La chanson reste 28 semaines au Top 50 français dont une semaine en tête du classement. 
La chanson est une parodie des musiques qui entrent dans le Top 50 ; Vincent Lagaf' se moque entre autres des paroles niaises et répétitives et de la mise en scène limitée ; il avait parié qu'il pourrait entrer au Top 50 en écrivant une telle chanson sur un thème ouvertement loufoque.

## Genèse et accueil
Le sketch naît dans l’émission La Classe présentée par Fabrice et diffusée sur FR3. La chanson est inspirée de Comme un ouragan de Stéphanie de Monaco, Lagaf' s'étant aperçu que beaucoup de chansons avaient le même tempo. Elle sample le titre French Kiss de Lil' Louis sur une durée de presque 4 minutes et se vend à 440 000 exemplaires.

## Versions
| 1. | Bo le lavabo (WC Kiss)                     | 3:50 |
| 2. | Bo le lavabo (WC Kiss) (Bonus)             | 1:00 |
| 3. | Bo le lavabo (WC Kiss) (Version Interdite) | 5:00 |

| 1. | Bo le lavabo (WC Kiss)                     | 3:50 |
| 2. | Bo le lavabo (WC Kiss) (Version Interdite) | 5:00 |

## Classements et certification
| Classement (1990)         | Meilleure place |
| ------------------------- | --------------- |
| France (SNEP)             | 1               |
| Europe (European Hot 100) | 7               |

| Classement (1990)         | Meilleure place |
| ------------------------- | --------------- |
| France (SNEP)             | 8               |
| Europe (European Hot 100) | 28              |